# Sredneuralsk
Sredneuralsk (en rus: Среднеуральск) és una ciutat de l'óblast de Sverdlovsk, a Rússia, segons el cens del 2021 tenia 23.889 habitants.